# Riu Cuckmere

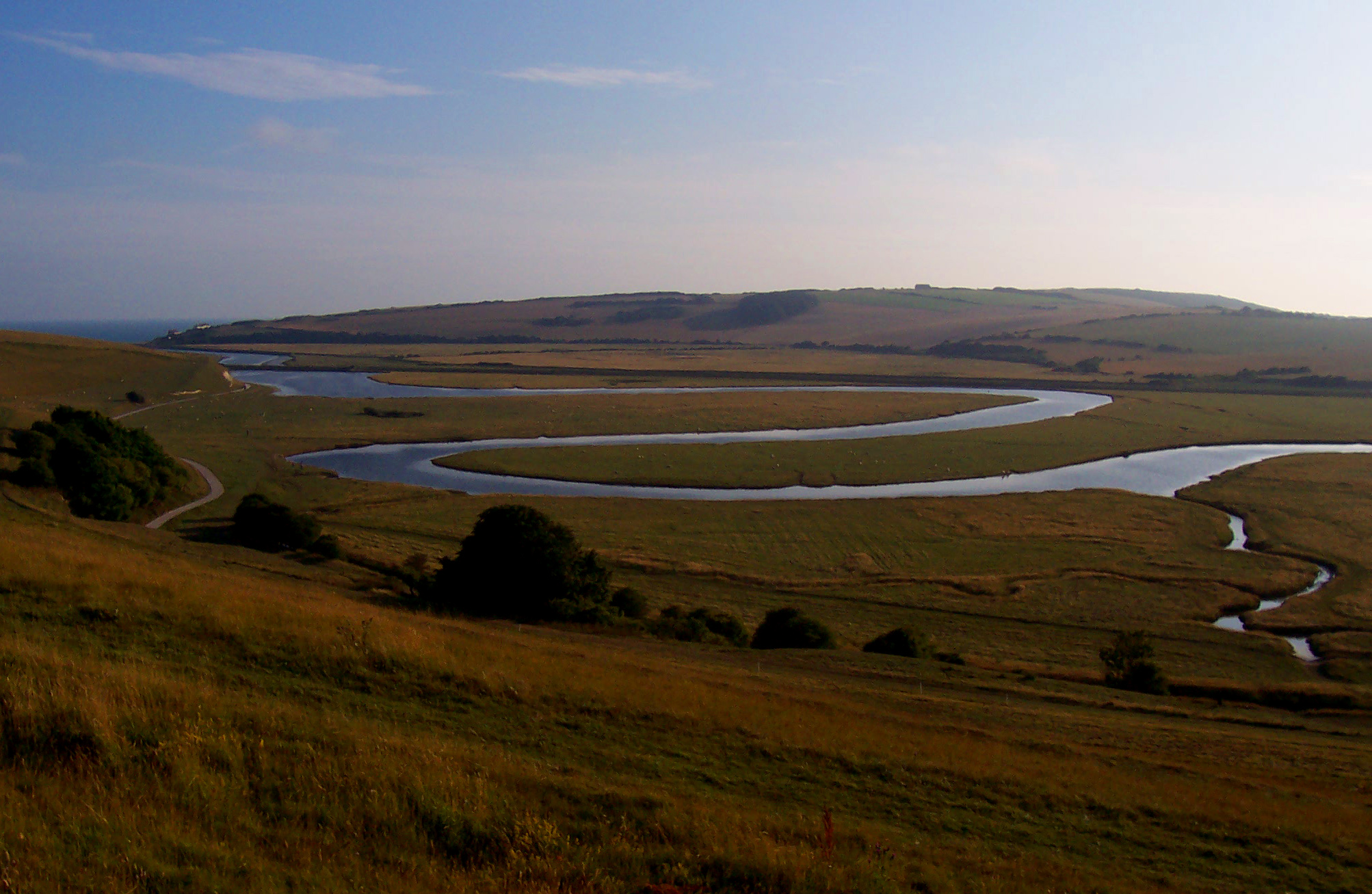
Meandres del riu Cuckmere

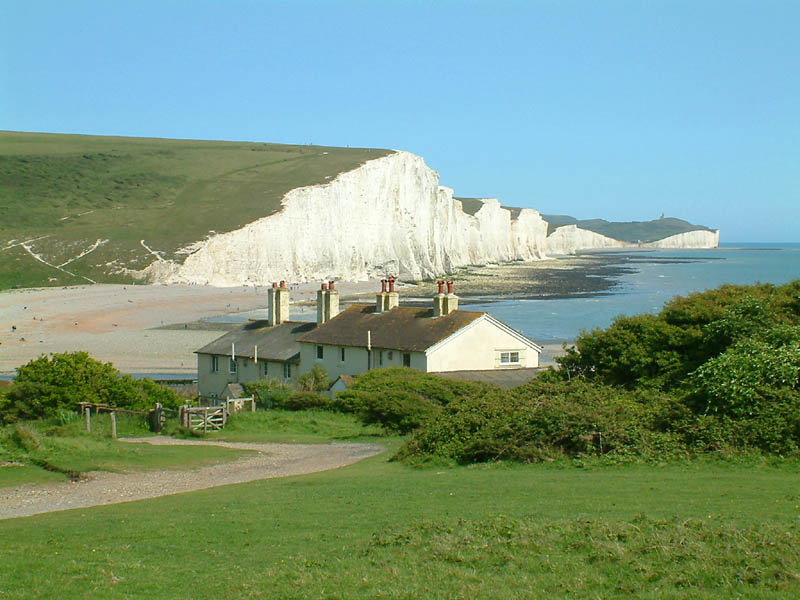
Els penya-segats Seven Sisters i les cases del guardacostes; mirant cap a l'est es veu Cuckmere Haven.

El riu Cuckmere neix prop de Heathfield, a East Sussex, Anglaterra, en els vessants meridionals de Weald. El nom del riu probablement deriva d'una paraula en anglès antic que significa "que flueix ràpid", atès que baixa més de 100 m en els seus primers 6,5 km de recorregut. El riu desemboca en el canal de la Mànega, sent l'única desembocadura de riu de la costa de Sussex que no ha estat modificada per l'ésser humà.
El riu té nombrosos afluents en el seu tram superior; el principal és el riu Bull i el seu canal principal comença a Hellingly. Després de travessar la zona agrícola de Weald, a South Downs el riu flueix per la vall del seu nom, la vall del Cuckmere. Arriba al canal de la Mànega a Cuckmere Haven, entre Seaford i els penya-segats de Seven Sisters. La part inferior del seu curs, ja a la plana d'inundació, presenta meandres que són un tret distintiu de la zona. La Reserva natural de la vall del Cuckmere es troba en la porció inferior de l'estuari del riu. La vall té un paper important en la conservació de la natura a la regió.
La parròquia civil de la vall del Cuckmere rep el nom del riu. Durant el segle xix, es van implementar mesures per prevenir la inundació de la vall superior. El 1846, el curs del riu va ser redreçat mitjançant un dragatge artificial i el canal contribueix a prevenir les inundacions d'aigües amunt que solien arribar al poble d'Alfriston. A més, va permetre implementar un sistema de rec. També es van construir uns bancs fluvials elevats o dics, per protegir determinades zones d'inundacions. En dècades més recents, la zona s'ha convertit en una important destinació turística, fins al punt que els ingressos del turisme han sobrepassat els provinents de l'agricultura. Sobre el marge oest del riu, on la carretera A259 creua el riu a Exceat, es troba el famós pub Golden Galleon.